# Платошинское сельское поселение
Плато́шинское се́льское поселе́ние — упразднённое муниципальное образование в Пермском районе Пермского края Российской Федерации.
Административный центр — село Платошино.

## История
Образовано в 2004 году. Упразднено в 2022 году в связи с преобразованием Пермского муниципального района со всеми входившими в его состав сельскими поселениями в Пермский муниципальный округ.

## Население
| 2010  | 2012  | 2013  | 2014  | 2015  | 2016  | 2017  |
| ----- | ----- | ----- | ----- | ----- | ----- | ----- |
| 2504  | ↘2462 | ↗2502 | ↘2499 | ↘2432 | ↘2399 | ↘2373 |
| 2018  | 2019  | 2020  | 2021  |       |       |       |
| ↘2344 | ↘2293 | ↘2259 | ↘2224 |       |       |       |

## Населённые пункты
В состав сельского поселения входили 4 населённых пункта.
| № | Населённый пункт | Тип     | Население |
| - | ---------------- | ------- | --------- |
| 1 | Платошино        | село    | ↘2266     |
| 2 | Сухо-Платошино   | деревня | 12        |
| 3 | Сыро-Платошино   | деревня | 13        |
| 4 | Усть-Курашим     | деревня | 21        |

## Инфраструктура
В Платошино расположен детский оздоровительный лагерь «Орлёнок».